# Passage Vallet
Passage Vallet är en passage i Quartier de la Salpêtrière i Paris trettonde arrondissement. Gatan är uppkallad efter den person som ägde marken på vilken gatan anlades. Passage Vallet börjar vid Rue Pinel 11 och slutar vid Avenue Stéphen-Pichon 11.

## Bilder
| - Gatuskylt. - Impasse du Petit-Modèle. - Notre-Dame-de-la-Gare. - Place d'Italie. |

## Omgivningar
- Notre-Dame-de-la-Gare
- Impasse du Petit-Modèle
- Place des Alpes
- Place d'Italie

## Kommunikationer
- Tunnelbana – linje  – Nationale
- Tunnelbana – linje  – Campo-Formio
- Busshållplats Les Alpes – Paris bussnät
- Busshållplats Nationale – Paris bussnät

### Webbkällor
- ”Passage Vallet”. Mairie de Paris. https://web.archive.org/web/20160303191911/http://www.v2asp.paris.fr/commun/v2asp/v2/nomenclature_voies/Voieactu/9623.nom.htm. Läst 13 oktober 2023.
- ”Passage Vallet (13ème arrondissement)”. Les rues de Paris. https://web.archive.org/web/20190926212134/http://www.parisrues.com/rues13/paris-13-passage-vallet.html. Läst 13 oktober 2023.